# Robertskruid
Het robertskruid (Geranium robertianum), vroeger ook wel stinkende ooievaarsbek genoemd, is een plant uit de ooievaarsbekfamilie (Geraniaceae). Het is een een- of tweejarige, tot 50 cm hoge plant. De naam robertskruid zou of afgeleid zijn van de kleur rood of van Robert van Molesme die in de elfde eeuw dit kruid als geneesmiddel aanbeval.
De tot 6,5 cm grote bladeren zijn driehoekig, en een of tweemaal geveerd. De drie- tot vijftallige bladeren geven een goed middel om het robertskruid van andere Geranium-soorten te onderscheiden. Op droge ondergrond kleuren de bladeren rood. Ook de stengel kleurt vaak rood.
De plant bloeit van april tot november. De roze (zeer zelden witte) bloemen hebben een doorsnee van 2 cm. De vijf kelkbladen zijn eirond tot langwerpig. De vijf kroonbladen zijn nauwelijks uitgerand. De bloemen zijn tweeslachtig en worden bestoven door onder meer bijen. Het stuifmeel en de helmhokjes hebben een paarse of oranje kleur. De plant heeft een voorkeur voor beschaduwde plaatsen; men kan hem dan ook vaak langs wandelpaden in loofbossen aantreffen.
De vrucht zou gelijken op de snavel van een kraanvogel (geranos = kraanvogel). De stijlen blijven aan de zaden zitten en geven de vrucht zo een snavelachtige vorm. De vrucht is een kluisvrucht en bevat vijf eenzadige deelvruchtjes. Bij uitdroging van de rijpe vrucht breekt de snavel open en worden de zaden in vijf richtingen geschoten, tot zes meter ver.

## Onderscheid met klein robertskruid
Klein robertskruid (Geranium purpureum) lijkt veel op robertskruid. Sommige botanici beschouwen de soort als een ondersoort van robertskruid. Klein robertskruid heeft gele helmknoppen en robertskruid roodbruine. Ook zijn de bloemen van klein robertskruid kleiner dan die van robertskruid en hebben ze niet vertakte aders. De kelk van klein robertskruid is rond, die van robertskruid kruikvormig. Bij klein robertskruid ontbreken de lange klierloze haren.

## Gebruik
De plant bevat tanninen, etherische oliën en geranine. In de kruidengeneeskunde worden alle delen van de plant gebruikt als bloedstelpend en desinfecterend middel. Het kauwen op verse bladeren zou behulpzaam zijn bij genezing van keelontsteking. Een aftreksel ervan vindt toepassing bij nier- en blaasklachten. Vers geplukte en fijngewreven bladeren hebben een speciale geur, op het lichaam gesmeerd zouden ze muggen afstoten.

## Afbeeldingen

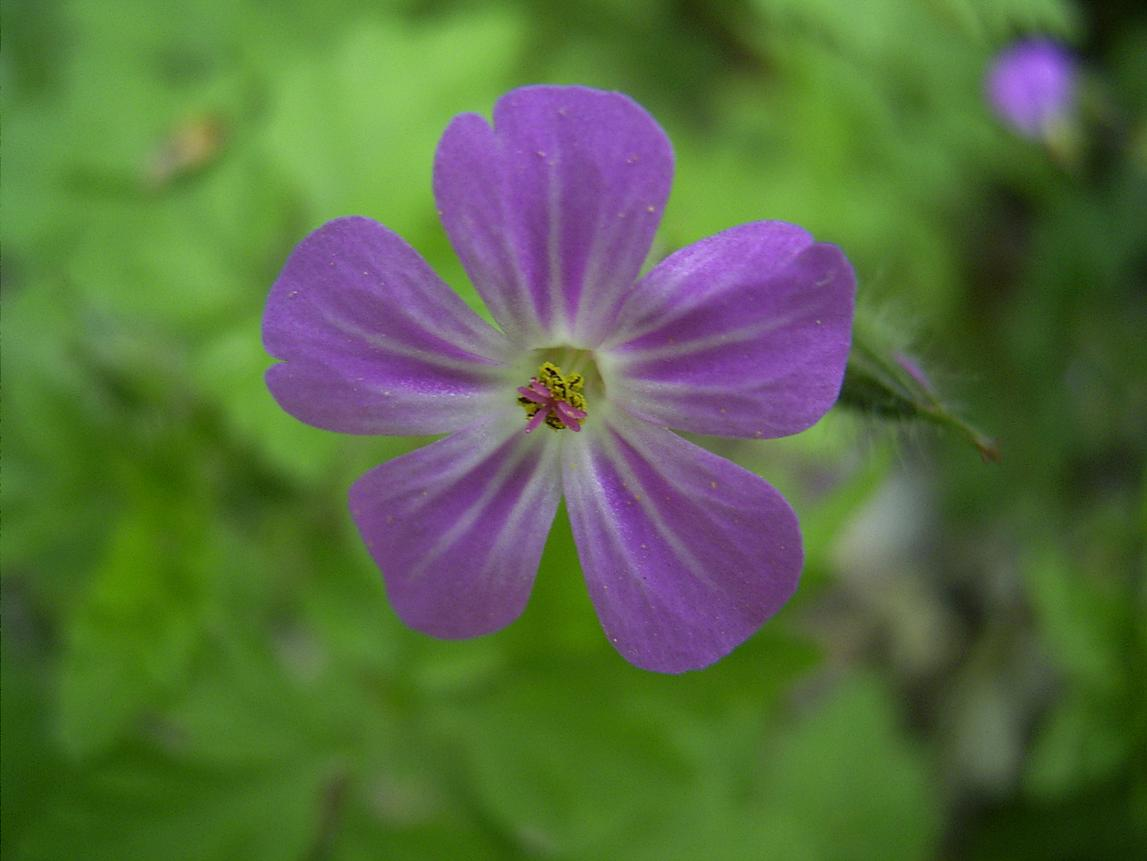
close up bloemkroon
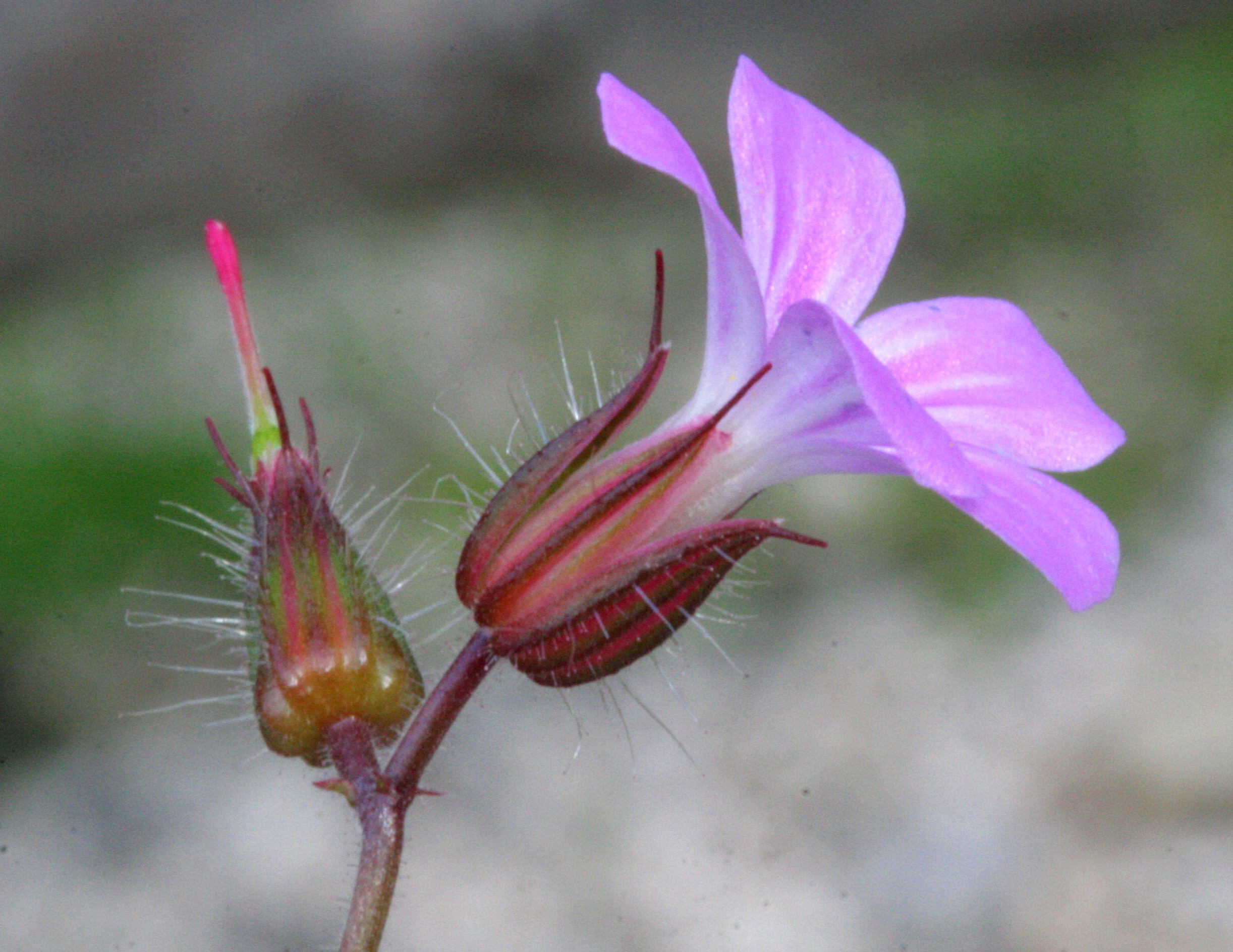
zijaanzicht bloem
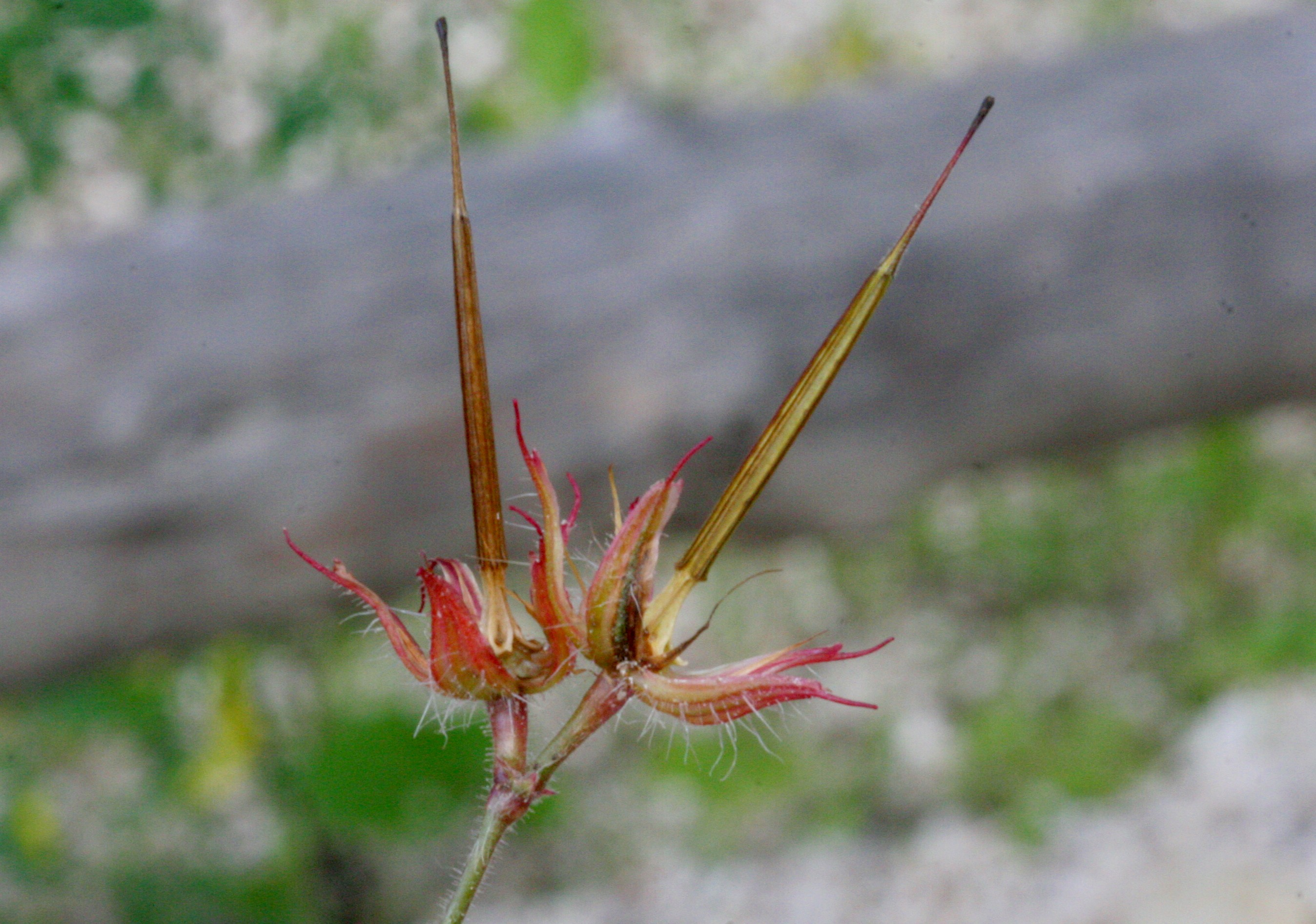
vruchten
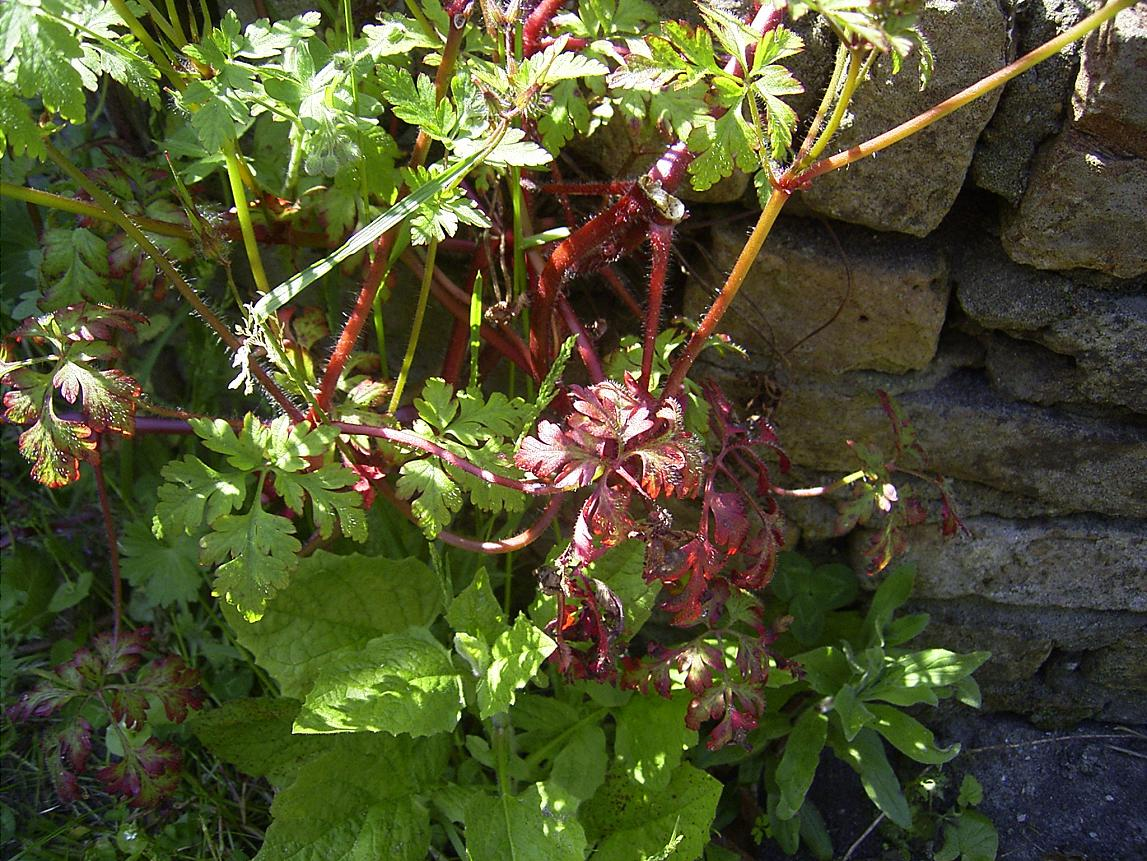
stengel

... · 
G. columbinum (fijne ooievaarsbek) · 
G. dissectum (slipbladige ooievaarsbek) · 
G. lucidum (glanzige ooievaarsbek) · 
G. macrorrhizum (rotsooievaarsbek) · 
G. molle (zachte ooievaarsbek) · 
G. nodosum (knopige ooievaarsbek) · 
G. palustre (moerasooievaarsbek) · 
G. phaeum (donkere ooievaarsbek) · 
G. pratense (beemdooievaarsbek) · 
G. purpureum (klein robertskruid) · 
G. pusillum (kleine ooievaarsbek) · 
G. pyrenaicum (bermooievaarsbek) · 
G. robertianum (robertskruid) · 
G. rotundifolium (ronde ooievaarsbek) · 
G. sanguineum (bloedooievaarsbek) · 
G. sylvaticum (bosooievaarsbek) · 
...